# Mogrus incertus
Mogrus incertus är en spindelart som beskrevs av Denis 1955. Mogrus incertus ingår i släktet Mogrus och familjen hoppspindlar. Inga underarter finns listade i Catalogue of Life.